# Sylvie Baïpo-Temon

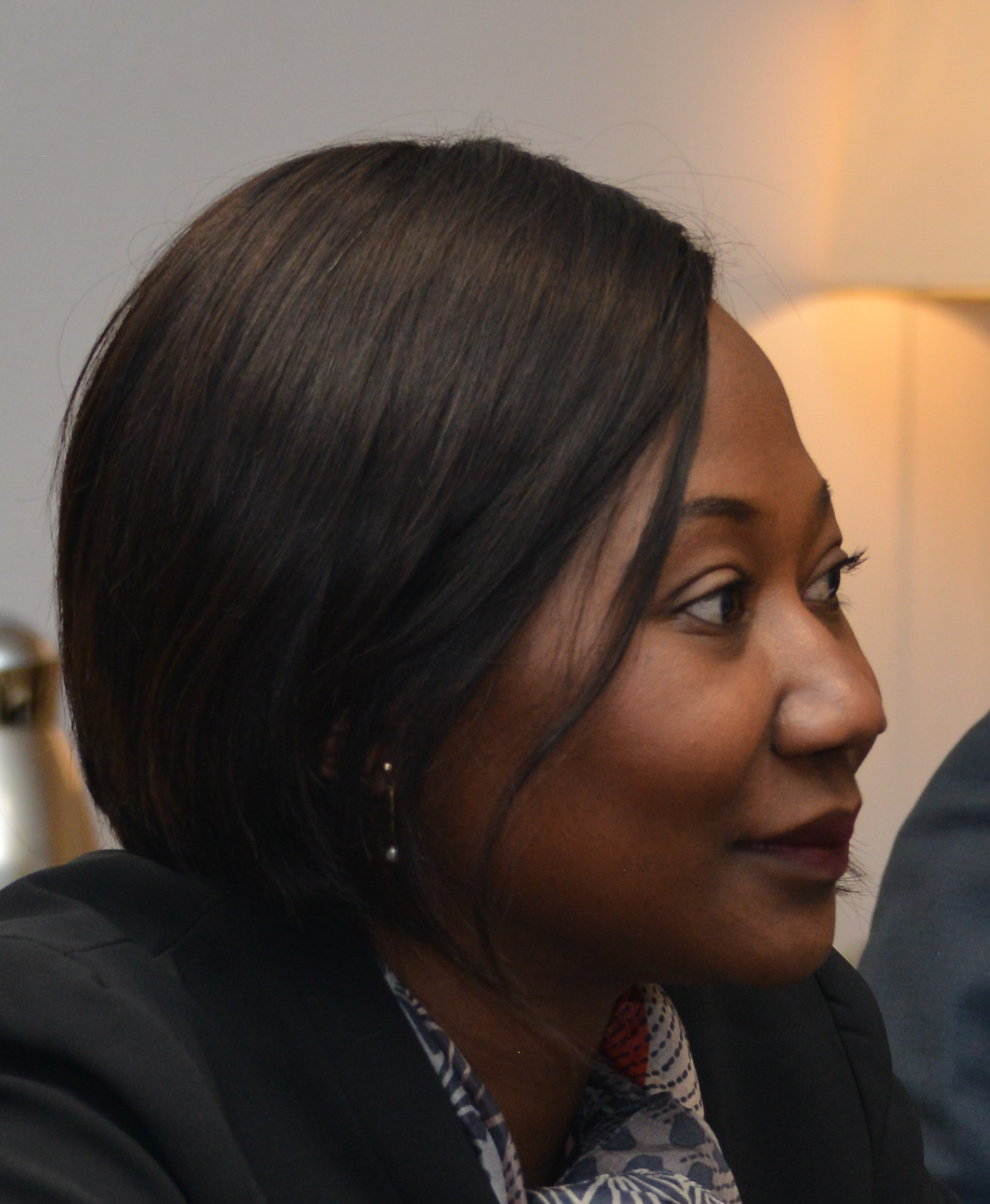
Sylvie Baïpo-Temon, 2019

Sylvie Baïpo-Temon là một chính trị gia người Cộng hòa Trung Phi, từng giữ chức Bộ trưởng Bộ Ngoại giao của Cộng hòa Trung Phi kể từ ngày 14 tháng 12 năm 2018. Bà thay thế Charles-Armel Mistane, người được coi là quá thân phương Tây, vì Tổng thống Faustin-Archange Touadéra gần đây đã nỗ lực tăng cường quan hệ với Nga. Trước đây bà làm việc như một nhà phân tích tài chính tại BNP Paribas từ năm 2003 và không có kinh nghiệm ngoại giao trước đó. Vào tháng 7 năm 2022, Sylvie Baïpo-Temon bị cơ quan thuế vụ Pháp yêu cầu phải nộp các khoản thuế chưa nộp với số tiền € 18,000.